# Otto Christoph von Volckra
Otto Christoph von Volckra, hrabia Heidenreichstein (zm. 27 marca 1734) – austriacki dyplomata.
W latach 1715–1717 był austriackim posłem w Londynie. Jako znany polityk i człowiek świetnie wykształcony został 5 kwietnia 1716 roku przyjęty do Royal Society.